# Provinz Hyūga

Ehemalige Provinz Hyūga (heute: Präfektur Miyazaki)

Hyūga (jap. 日向国, Hyūga no kuni), auch Nisshū (日州) und Kōshū (向州), war eine der alten Provinzen Japans an der Ostküste der Insel Kyūshū. Sie entspricht der modernen Präfektur Miyazaki.

## Geschichte
Hyūga grenzte an die Provinzen Bungo, Higo, Ōsumi und Satsuma. Die alte Hauptstadt (kokufu) befand sich beim heutigen Stadtteil Migimatsu von Saito. Während der Sengoku-Zeit war das Gebiet oft in ein nördliches Lehen um das Schloss Agata im heutigen Nobeoka und ein südliches Lehen um das Schloss Obi nahe dem modernen Nichinan geteilt. Das südliche Lehen wurde während eines großen Teils dieser Zeit vom Shimazu-Clan der angrenzenden Provinz Satsuma gehalten. 1578 eroberten die Shimazu von den Itō die Kontrolle über ganz Hyūga.

## Umfang
Die Provinz Hyūga umfasste folgende spätere Landkreise (gun):
- Koyu (児湯郡)
- Miyazaki (宮崎郡)
- Morokata (諸県郡)
- Naka (那珂郡)
- Usuki (臼杵郡)